# Тракийци
 Тази статия е за жителите на Тракия в модерната епоха.  За древните ѝ жители вижте траки.  За селото в Община Средец вижте Тракийци (село).
Тракѝйци (на гръцки: Θρακιώτες, тракио̀тес, предавано на български като тракио̀ти) е название по името на географския район в България, Турция и Гърция на българите, турците и гърците живеещи в него. Те са основното население на българската, гръцката и турската част на областта Тракия – съответно Северна, Източна и Западна Тракия.

## Тракийците в България
Тракийци в България се назовават българите живеещи или произхождащи от географската област Тракия, включително нейната Беломорска и Одринска част. В България регионът обхваща приблизително 9 административни области: Бургас, Кърджали, Пазарджик, Пловдив, Сливен, Смолян, Стара Загора, Хасково и Ямбол. Голям брой хора с тракийски произход обаче се срещат и в други краища на страната, както в София и най-вече в Добруджа, където има голям брой тракийски преселници от времето на османската власт и Руско-турската война (1828 – 1829), Кримската война от 1853 – 1856 година и след освобождението на България от 1878 година.